# Alfred Kimpe
Alfred Louis Joseph Kimpe est un gymnaste artistique français né le 12 mai 1898 à Tourcoing et mort le 31 août 1970 à Tourcoing.

## Biographie
Alfred Kimpe, né à Tourcoing s'installe à Roncq en 1918. Apprêteur de profession, il est sportif et pratique notamment le cyclisme. remporte avec l'équipe de France de gymnastique la médaille de bronze au concours général par équipes aux Jeux olympiques d'été de 1920 à Anvers.